# Jiří Bartoň
Jiří Bartoň (* 3. listopadu 1977 Kyjov) je český herec, zpěvák a filmový historik. Působí v několika divadelních uskupeních, byl v angažmá v Severomoravském divadle Šumperk. Spolupracuje s Českým rozhlasem a s Českou televizí. Jako zpěvák vystupuje v pořadu Staré filmové melodie. Jako pedagog herectví a dějin českého filmu působí na Mezinárodní Konzervatoři Praha, pracuje také jako lektor na divadelních táborech. Coby filmový historik se věnuje přednáškové činnosti. Je spoluautorem Velké knihy herců první republiky a protektorátu.

## Život
Po maturitě na Střední škole informačních a knihovnických služeb v Brně v roce 1996 nastoupil na místo jevištního technika v Městském divadle Brno a začal soukromě studovat herectví. V letech 1997–2004 studoval obor divadelní a filmové vědy na Filozofické fakultě Masarykovy univerzity v Brně.
Spolupracoval s řadou studentských divadel, v letech 2003–2008 účinkoval v alternativním brněnském divadle Čára, kde ztvárnil role v inscenacích Mastičkář, Vzpomínky na život a dílo skladatele Foltýna, Balada Fortunina, Heroika aneb Play Zavřel. Hostoval v Divadle Polárka ve hře O Smolíčkovi, v Městském divadle Brno v inscenacích Máj, Othello. Ve Strašnickém atelieru účinkoval ve hře O klucích aneb Jsem kuchta, ve Vršovickém divadle MANA v inscenaci Inzerát na dům, ve kterém už nechci bydlet. V letech 2008–2013 byl v angažmá v Severomoravském Divadle Šumperk, kde vytvořil například roli Antonína Důry v Rozmarném létě, dále Goopra v Kočce na rozpálené plechové střeše, Jevgenija Dorna v Rackovi, Osipa v Revizorovi, Derbaka v Baladě pro banditu a titulní roli v Mastičkářovi. V současné době hraje v brněnském Divadle Parnas titulní roli v inscenaci Pan Kaplan má třídu rád a v hudebním uskupení Ensamble Opera Diversa ztvárňuje postavy v hudebních činohrách Everyman a Leviatan.
Spolupracuje s Českým rozhlasem a s Českou televizí. Výraznější role vytvořil v seriálech Specialisté, Za sklom, Expozitura, Modrý kód nebo Případy prvního oddělení, zde vytvořil titulní roli v díle Olizovač. Ztvárnil i několik filmových rolí v celovečerních filmech Jan Hus a Rašín, účinkoval v zahraničních produkcích Hostel II, Borcherts Fall nebo Ottilie von Faber Castell.
Jako zpěvák vystupuje v šansonovém pořadu Staré filmové melodie, zabývá se o indickou numerologií, publikuje o prvorepublikových a protektorátních hercích a filmech. Pracuje jako pedagog na Mezinárodní Konzervatoři Praha a lektor herectví na uměleckých táborech a kurzech.

## Dílo

#### Filmy – výběr
- Hostel II, 2006
- Jan Hus, 2014
- Rašín, 2017
- Ottilie von Faber – Castell, 2018

#### Seriály – výběr
- Expozitura, 2013
- Borcherts Fall, 2014
- Případy 1. oddělení, 2015
- Specialisté, 2017
- Za sklom, 2017
- Modrý kód, 2019
- Sestřičky, 2020

#### Publikace
- Bartoň, Jiří, Rohál, Robert.Velká kniha herců první republiky a protektorátu. 1. vyd. Praha: Petrklíč, 2018. ISBN 978-80-7229-649-1.[18]